# Hermann Zapf
Hermann Zapf (8. listopad 1918 v Norimberku, Německo – 4. červen 2015) byl německý typograf, učitel typografie, kaligraf a knihař žijící v Darmstadtu v Německu.
Jeho nejznámějšími písmy jsou Palatino (1948), Optima (1952), Aldus (1954), Zapfino (1998).
Zapf během své dlouhé kariéry typografa pracoval na několika etapách rozvoje technologie tiskařských strojů. Od ocelorytu přes typoofset k digitálnímu tisku lámanému na počítačích pomocí programů DTP.
V roce 1977 se Zapf stal profesorem katedry Počítačové typografie na Rochester Institute of Technology v Rochestru ve státě New York, která byla svého druhu první na světě. Následujících 10 let, kdy nastálo bydlel v Darmstadtu, byl zaměstnán v práci na vysoké škole v Rochestru a na Škole grafiky a fotografie v Darmstadtu. V tom samém roce založil v New Yorku firmu Design Processing International, která se zabývala rozvíjením programů spojených s počítačovou typografií.
V roce 1993 Zapf vystoupil z ATypI (Mezinárodní typografická asociace) v protestu proti tomu, že Microsoft zahájil prodej svého kancelářského balíčku Microsoft Office vybaveného písmem Monotype Book Antiqua, jež byla blízkou kopií písma Palatino.
Herman Zapf účinkoval v dokumentárním filmu Helvetica věnovaném typu písma stejného jména.